# Tortues Ninja : Les Chevaliers d'écaille
Pour les personnages, voir Tortues Ninja.
Pour les articles homonymes, voir Tortues Ninja (homonymie).
Tortues Ninja : Les Chevaliers d'écaille (anglais : Teenage Mutant Ninja Turtles) est une série télévisée d'animation franco-américaine en 193 épisodes de 25 minutes, d'après le comic créé par Kevin Eastman et Peter Laird, et diffusée du 10 décembre 1987 au 26 septembre 1990 en syndication puis du 8 septembre 1990 au 2 novembre 1996 sur le réseau CBS. À partir de la deuxième saison Jack Mendelsohn est responsable éditorial de la série.
En France, la série été diffusée à partir du 16 février 1989 dans Cabou Cadin sur Canal+, puis rediffusée à partir de 1990 dans l'émission Amuse 3 sur FR3, en parallèle à partir du 5 décembre 1990 dans Éric et toi et moi sur Antenne 2. Diffusion des saisons inédites 3 à 5 du 26 décembre 1992 au 15 mai 1993. Puis sur France 2 dans La Planète de Donkey Kong du 10 septembre 1997 au 28 mai 2000.
 France 3 rediffusera les saisons 1 à 5 de septembre 1996 jusqu'en septembre 2002, et France 2 rediffusera les saisons 6 à 10 jusqu'en 2004. Au Québec, la série a été diffusée à partir du 1er juin 1989 à Super Écran, et en clair à partir du 7 avril 1990 à TQS.
Depuis le 19 mai 2023, la série est partiellement disponible (100 épisodes) en version remasterisée sur la plateforme gratuite entre TV5 Monde et Okoo

## Synopsis
Les Tortues Ninja sont quatre petites tortues qui deviennent humanoïdes, à la suite d'un contact avec une étrange substance chimique rose, le mutagène. Splinter, un maître en arts martiaux transformé en rat à la suite d'une mutation similaire, va les accueillir dans les égouts de la ville de New York et leur enseigner le Ninjutsu, l'art des ninjas. Ils vont ensuite faire la rencontre d'une journaliste nommée April O'Neil, qui va les aider à lutter contre la bande de Shredder, un criminel qui se cache derrière un masque de fer.
C'est Splinter qui donne leurs noms aux quatre tortues, d'après les noms de peintres de la Renaissance. On les reconnaît facilement à la couleur de leur masque et de leur bandeau. Chaque tortue maîtrise également une arme qui lui est propre.
- Donatello - violet - Bō
- Leonardo - bleu - Katana
- Raphael - rouge - Sai
- Michelangelo - orange - Nunchaku

## Personnages
De nombreux personnages se succèdent tout au long de la série, certains sont récurrents et d'autres apparaissent plus ponctuellement :
- Leonardo : le chef des Tortues Ninja, portant un bandeau bleu et maniant des katanas (épées). Leonardo est le plus sérieux, le plus sage des quatre, il est le disciple de Splinter.
- Donatello : la plus intelligente des Tortues, portant un bandeau violet et maniant un bô (bâton). Donatello est un scientifique et un inventeur doué, concepteur des véhicules des Tortues, comme le van ou le Zeppelin. Malheureusement, beaucoup de ses inventions peuvent se révéler imparfaites, et se retourner contre lui. Mais a réussi à régler ce problème avec le temps.
- Raphael : le plus sardonique, il est sarcastique et enclin à l'ironie. Raphael a en général tendance à se moquer constamment des autres, que cela soit la naïveté de Michelangelo, les machines de Donatello qui se brisent et du Leadership de Leonardo. Un gag récurrent dans la série est qu'il s'adresse au spectateur, brisant le Quatrième Mur. Il porte un bandeau rouge et manie des saïs (fourches à poings).
- Michelangelo : le plus juvénile des quatre. Peu réfléchi et plus intéressé par aller manger des pizzas que son entraînement de ninja, il est en général utilisé comme élément comique. Il porte un bandeau orange et manie des nunchakus (fléaux à deux branches), remplacés dans les épisodes ultérieur par un grappin. Il reste toutefois sérieux quand il le faut.
- Hamato Yoshi / Splinter : le maître des Tortues Ninja, anciennement un maître d'arts martiaux humain nommé Hamato Yoshi et ayant muté en rat anthropomorphique par le même mutagène qui a donné leurs traits humanoïdes aux tortues. Splinter enseigne les arts martiaux aux Tortues et les élève dans les égouts. Il combat rarement, mais lorsque c'est le cas, il s'avère en général capable d'égaler Shredder.
- April O'Neil : une reporter sauvée par les Tortues d'une bande de voyous au service de Shredder, après qu'elle s'est intéressée de trop près aux vols organisés du Clan des Foot. April est assez imprudente, tellement avide de faire des scoops qu'elle est insoucieuse de sa sécurité et les Tortues doivent presque toujours la tirer des situations dangereuses où elle se retrouve constamment. Néanmoins, elle est toujours prête à aider les Tortues comme elle le peut si besoin est.
- Casey Jones : un justicier doté d'un masque de hockey, apparu dans un unique épisode. Instable et brutal, il tend à punir n'importe qui brutalement pour des "crimes" qui souvent n'en valent pas la peine.
- Oroku Saki / Shredder : le principal antagoniste de la série. Maître d'arts martiaux ayant fait accuser Splinter de meurtre du temps où il était humain, Saki a depuis pris le contrôle du Clan des Foot et cherche à conquérir la Terre avec l'aide de son allié extra-terrestre, Krang. Bien qu'il soit doué en arts martiaux, plus même que les Tortues, ces derniers mettent toujours ses plans en échec, très souvent soit à cause de l'incompétence de ses subordonnés, soit à cause de sa difficulté à coopérer avec Krang.
- Krang : un ancien conquérant extra-terrestre issu de la Dimension X, réduit à l'état de cerveau à la suite d'un accident, le forçant à utiliser un androïde comme corps. Krang s'est allié à Shredder dans l'espoir de conquérir la Terre avec lui, mais tous deux se détestent, et se disputent constamment sur les méthodes à employer.
- Bebop et Rocksteady : Humains, ils faisaient partie de la bande de voyous travaillant pour Shredder qui s'en est pris à April O'Neil dans le premier épisode. En leur promettant un force surhumaine, Shredder les utilise comme cobayes dans le cadre d'expériences avec le même mutagène qui a transformé les tortues et Splinter. Mis en contact avec des animaux, Bebop se transforme en phacochère humanoïde et Rocksteady prend l'apparence d'un rhinocéros. Bien que forts physiquement, leur incompétence est telle qu'ils sont en général une part des causes des échecs de Shredder.
- Baxter Stockman : un savant créateur de robots dératiseurs, joint au cours de l'histoire à la cause de Shredder. Plus tard, il est muté par une expérience de Krang en une mouche géante humanoïde.
- Le Roi des rats : un étrange personnage vivant dans les égouts et ayant le pouvoir de contrôler les rats, Splinter inclus. Il souhaite conquérir la surface afin de créer un empire où ses rongeurs seront la race supérieure.
- Vernon Fenwick : c'est un cadreur travaillant avec April à Channel 6.

## Production
Tortues Ninja : Les Chevaliers d'écaille est la conséquence des quotas de production française imposés à la fin des années 1980. Les saisons 1 à 7 sont coproduites par IDDH, certains scripts seront écrits par Bruno-René Huchez ou des collaborateurs.

### Musique
Une des caractéristiques des épisodes des Tortues Ninja est l'utilisation de la musique pour suggérer la difficulté du combat. Ainsi, un épisode des Tortues Ninja se compose souvent d'un combat facile avec une musique rapide et entraînante et d'un combat difficile avec une musique lente et menaçante qui suggère un vrai danger.

## Distribution

### Voix originales
- Cam Clarke : Leonardo, Rocksteady
- Barry Gordon (en) : Donatello (voix principale), Bebop
- Rob Paulsen : Raphael (voix principale)
- Townsend Coleman :  Michelangelo, le Roi des Rats
- Renae Jacobs : April O'Neil
- Peter Renaday : Splinter
- James Avery : Shredder
- Pat Fraley : Krang, Casey Jones, Baxter Stockman, Vernon, M. Thompson, Slash, Dirtbag
- Jennifer Darling : Irma
- Jim Cummings : Leatherhead
- Robert Ridgely : Groundchuck
- Tony Jay : Lord Dregg

### Voix françaises
Le doublage français est réalisé dans les studios H2 Productions et SOFI. La chanson du générique est interprétée par Peter Lorne sur des paroles de Pierre Métais et sur la musique originale américaine composée par Denis Brown.
Épisodes 1 à 106
- Vincent Ropion puis Thierry Bourdon et Eric Aubrahn : Raphael
- Loïc Baugin (26 premiers épisodes) puis Mark Lesser  : Leonardo
- Alain Flick : Michelangelo, Rocksteady
- Éric Aubrahn puis Denis Laustriat : Donatello
- Laurence Crouzet : April O'Neil
- Philippe Ogouz : Splinter, Krang, le roi des rats, Casey Jones, Vernon, Baxter Stockman (voix 2), Slash
- Daniel Russo : Shredder, Leatherhead
- Serge Lhorca : Bebop, M. Thompson, Baxter Stockman (voix 1)
- Virginie Ogouz : Irma, Zach
- Emmanuel Curtil et Olivier Destrez en remplacements puis des saisons 6 à 10

Épisodes 107 à 137
- Patrice Baudrier : Raphael, Krang
- Michel Tugot-Doris : Leonardo
- Bernard Bollet : Donatello, M. Thompson
- Bernard Demory : Michelangelo
- Laurence Dourlens : April O'Neil
- Jean-Paul Coquelin : Shredder, Splinter, Casey Jones
- Françoise Blanchard : Irma, Baxter Stockman
- Olivier Hémon : Rocksteady, Vernon

Épisodes 138 à 193
- Bruno Raina : Raphael
- Mark Lesser : Leonardo, Casey Jones
- Franck Capillery : Donatello
- Stéfan Godin : Michelangelo, Shredder
- Laurence Crouzet : April O'Neil
- Roger Crouzet : Krang
- Sophie Arthuys: Irma
- Michel Muller : Rocksteady, Vernon, Baxter Stockman, Slash
- Rémy Kirch : Splinter, Bebop, M. Thompson, Kurma
- Monique Thierry : Shreeka, autres personnages secondaires féminins

## Épisodes

### Première saison (1987)
1. Sur la piste des Tortues (Turtle Tracks)
2. À la recherche du technodrome (Enter the Shredder)
3. Les Mangeurs de rats (A Thing About Rats)
4. Les Visiteurs de la Dimension X (Hot Rodding Teenagers from Dimension X)
5. Un vrai combat de ninja (Shredder & Splintered)

### Deuxième saison (1988)
1. Le Retour de Shredder (Return of the Shredder)
2. Une incroyable histoire (The Incredible Shrinking Turtles)
3. Au fond des égouts (It Came from Beneath the Sewers)
4. Les Machines rebelles (The Mean Machines)
5. L'Œil du Diable (Curse of the Evil Eye)
6. Le Délire de pizza (The Case of the Killer Pizzas)
7. La Mouche (Enter: The Fly)
8. L'Invasion des grenouilles (Invasion of the Punk Frogs)
9. La Tentative ratée (Splinter No More)
10. New York la belle (New York's Shinest)
11. La Jeunesse de la dimension X (Teenagers from Dimension X)
12. La Femme chat de Canal 6 (The Cat Woman from Channel Six)
13. Le Retour du technodrome (Return of the Technodrome)

### Troisième saison (1989)
1. Sous les rues (Beneath These Streets)
2. Une émission agitée (Turtles on Trial)
3. Irma se fait remarquer (Attack of the 50 Foot Irma)
4. Le hamster maltais (The Maltese Hamster)
5. Les Tortues du ciel (Sky Turtles)
6. Le coup de l'échange (The Old Switcheroo)
7. Un bon reportage (Burne's Blues)
8. La cinquième Tortue (The Fifth Turtle)
9. Le roi des rats (Enter the Rat King)
10. Une vieille histoire (Turtles at the Earth's Core)
11. La folie d'April (April's Fool)
12. Macc (Attack of Big MACC)
13. L'épée de nulle part (The Ninja Sword of Nowhere)
14. 20 000 lieues sous la ville (20,000 Leaks Under the City)
15. Conduis-moi à ton chef (Take Me to Your Leader)
16. Les quatre mousquetaires (Four Musketurtles)
17. Tortues, et tortues partout (Turtles, Turtles Everywhere)
18. Tortue inattendue (Cowabunga Shredhead)
19. Une visite mouvementée (Invasion of the Turtle Snatchers)
20. Une caméra spéciale (Camera Bugged)
21. Vert de jalousie (Green With Jealousy)
22. Le retour de la mouche (Return of the Fly)
23. Casey Jones hors la loi (Casey Jones: Outlaw Hero)
24. Le mutant inattendu (Mutagen Monster)
25. La dimension X repart en guerre (Corporate Raiders from Dimension X)
26. La pizza piégée (Pizza by the Shred)
27. Les super mutants (Super Bebop and Mighty Rocksteady)
28. Attention au lotus (Beware the Lotus)
29. Plongeon dans le passé (Blast from the Past)
30. La terreur du marais (Leatherhead: Terror of the Swamp)
31. L'anniversaire de Michelangelo (Michaelangelo's Birthday)
32. Usagi Yojimbo le samouraï venu d'ailleurs (Usagi Yojimbo)
33. L'affaire du kimono (Case of the Hot Kimono)
34. Le retour d'Usagi (Usagi Come Home)
35. Un robot indécis (The Making of Metalhead)
36. Rencontre avec le roi des rats (Leatherhead Meets the Rat King)
37. L'exterminateur de tortues (The Turtle Terminator)
38. Le grand Boldini (The Great Boldini)
39. Le plan disparu (The Missing Map)
40. Attention ça va chauffer (The Gang's All Here)
41. Le Grybyx (The Grybyx)
42. Monsieur Ogg va en ville (Mister Ogg Goes to Town)
43. Shredderville (Shredderville)
44. Les tortues font mouche (Bye Bye Fly)
45. Des voleurs pleins d'énergie - 1re partie (The Big Rip Off - Part 1)
46. Le grand retour - 2e partie (The Big Break-In - Part 2)
47. Le coup de tonnerre - 3e partie (The Big Blow Out - Part 3)

### Quatrième saison (1990)
1. Un programme perturbé (Plan 6 from Outer Space)
2. Les tortues de la jungle (Turtles of the Jungle)
3. Les tortues s'amusent (Michaelangelo Toys Around)
4. Les soldats de marbre (Peking Turtle)
5. Vague de chaleur (Shredder's Mom)
6. Quatre tortues et un bébé (Four Turtles and a Baby)
7. Le collectionneur fou (Turtlemaniac)
8. Rondo à New York (Rondo in New York)
9. La planète des tortues (Planet of the Turtles)
10. Attention les oreilles (Name That Toon)
11. Musique maestro (Menace, Maestro Please)
12. Héros d'un jour (Super Hero for a Day)
13. Retour à l'enfance (Back to the Egg)
14. La vengeance de la mouche (Son of Return of the Fly)
15. À mourir de rire (Raphael Knocks 'em Dead)
16. On peut toujours rêver (Bebop and Rocksteady Conquer the Universe)
17. Raphael en croisière (Raphael Meets His Match)
18. Slash la terrible tortue (Slash - The Evil Turtle from Dimension X)
19. Léonardo se détend (Leonardo Lightens Up)
20. Les rats garous de Canal 6 (Were-Rats from Channel 6)
21. Petits petits petits (Funny, They Shrunk Michaelangelo)
22. Le Zipp attaque (The Big Zipp Attack)
23. Le temps figé (Donatello Makes Time)
24. Les retours de lotus (Farewell, Lotus Blossom)
25. L'homme poisson (Rebel Without a Fin)
26. Place au héros (The Adventures of Rhino-Man)
27. Un allié précieux (Michaelangelo Meets Bugman)
28. Pauvre petite fille riche (Poor Little Rich Turtle)
29. À quoi sert Michelangelo (What's Michaelangelo Good For?)
30. Éruption en dimension X (The Dimension X Story)
31. Un diplôme mérité (Donatello's Degree)
32. Les boutons de manchette (The Big Cufflink Caper!)
33. Tempestra (Leonardo VS Tempestra)
34. La séparation (Splinter Vanishes)
35. Raphael se déchaîne (Raphael Drives 'em Wild)
36. Un visiteur inattendu (Beyond the Donatello Nebula)
37. L'invasion des insectes géants (Big Bug Blunder)
38. La rébellion des soldats (The Foot Soldiers Are Revolting)
39. L'OVNI (Unidentified Flying Leonardo)

### Cinquième saison (1991)
1. Les Tortues et le lièvre (The Turtles and the Hare)
2. Saut dans le temps (Once Upon a Time Machine)
3. Mon frère, le mauvais garçon (My Brother, the Bad Guy)
4. Donatello et le Gecko (Michaelangelo Meets Mondo Gecko)
5. Mutagen (Enter Mutagen Man)
6. Sale temps pour Donatello (Donatello's Bad Time)
7. L'homme mouche (Michaelangelo Meets Bugman Again)
8. Tas de boue gâche tout (Muckman Messes Up)
9. Napoléon (Napoleon Bonafrog: Colossus of the Swamps)
10. Raphael contre le volcan (Raphael VS the Volcano)
11. Le roi des mouches (Landlord of the Flies)
12. Donatello et les clones (Donatello's Duplicate)
13. Le monstre des glaces (The Ice Creature Cometh)
14. Léonardo se dédouble (Leonardo Cuts Loose)
15. Radio pirate (Pirate Radio)
16. La tortue aux mille visages (Turtle of a Thousand Faces)
17. Léonardo, la tortue renaissance (Leonardo, Renaissance Turtle)
18. Zack et les extraterrestres (Zach and the Alien Invaders)
19. Bienvenue aux Polarizoïds (Welcome Back, Polarisoids)
20. Michelangelo, tortue sacrée (Michaelangelo, the Sacred Turtle)
21. La planète des tortues droïdes - 1re partie (Planet of the Turtleoids - Part 1)
22. La planète des tortues droïdes - 2e partie (Planet of the Turtleoids - Part 2)

### Sixième saison (1992)
1. Les soldats de pierre (Rock Around the Block)
2. Le monstre de Krangenstein (Krangenstein Lives!)
3. Super Irma (Super Irma)
4. Tortues Sitting (Adventures in Turtle-Sitting)
5. Le sabre de Yurikawa (The Sword of Yurikawa)
6. Le retour du Tortoïde (Return of the Turtleoids)
7. La vengeance de Shreeka (Shreeka's Revenge)
8. Chaud devant (Too Hot to Handle)
9. Cauchemar au repaire (Nightmare in the Lair)
10. Le fantôme des égouts (Phantom of the Sewers)
11. Donatello recycle (Donatello Trashes Slash)
12. Léonardo a disparu (Leonardo is Missing)
13. La vengeance du serpent (Snakes Alive!)
14. Polly veut une pizza (Polly Wanna Pizza)
15. Monsieur gentillesse (Mr. Nice Guy)
16. Le limier sur la piste (Sleuth on the Loose)

### Septième saison (1993)
1. Enfer à Paris (Tower of Power)
2. La Tour Eiffel en péril (Rust Never Sleeps)
3. - (A Real Snow Job)
4. Pizza Surf (Venice on a Half Shell)
5. Ectoplasme (Artless)
6. L'anneau de feu (Ring of Fire)
7. - (The Irish Jig is Up)
8. - (Shredder's New Sword)
9. La reine Perdue de L'Atlantide (The Lost Queen of Atlantis)
10. Des Tortues dans L'Orient Express (Turtles on the Orient Express)
11. - (April Gets in Dutch)
12. Les Tortues Vikings (Northern Lights Out)
13. Élémentaire, ma chère Tortue (Elementary, My Dear Turtle)
14. La nuit de la tortue noire (Night of the Dark Turtle)
15. L'enfant des étoiles (The Starchild)
16. La légende de Koji (The Legend of Koji)
17. Les évadés de la énième dimension (Convicts from Dimension X)
18. La ceinture sacrée (White Belt, Black Heart)
19. La nuit des durs (Night of the Rogues)
20. L'attaque des Neutrinos (Attack of the Neutrinos)
21. Invasion de la planète des Tortoïdes (Escape from the Plant of the Turtleloids)
22. La vengeance de la mouche (Revenge of the Fly)
23. Le revenant de l'Atlantis (Atlantis Awakes)
24. Dirk Savage : le chasseur de mutants (Dirk Savage: Mutant Hunter)
25. L'invasion des Krangazoïds (Invasion of the Krangezoids)
26. Le pays de la bagarre (Combat Land)
27. Le triomphe de Shredder (Shredder Triumphant)

### Huitième saison (1994)
1. À la recherche de Shredder (Get Shredder!)
2. Halte au roi des rats (Wrath of the Rat King)
3. Mégavolt (State of Shock)
4. Échec à l'enfer - 1re partie (Cry H.A.V.O.C.! - Part 1)
5. L'enfer est dans la rue - 2e partie (H.A.V.O.C. in the Streets - Part 2)
6. Krakus contre Titanus - 3e partie (Enter: Krakus - Part 3)
7. Cyber Tortues (Cyber-Turtles)
8. Le voyage des Tortues (Turtle Trek)

### Neuvième saison (1995)
1. Ninja inconnu (The Unknown Ninja)
2. Dregg attaque (Dregg of the Earth)
3. La colère de Médusa (The Wrath of Medusa)
4. Mutation brutale (The New Mutation)
5. Le dernier combat (The Showdown)
6. Le seigneur de l'horloge (Split-Second)
7. Carter à la rescousse (Carter the Enforcer)
8. La quête de l'étrange (Doomquest)

### Dixième saison (1996)
1. Dregg, le retour - 1re partie (The Return of Dregg - Part 1)
2. Le début de la fin - 2e partie (The Beginning of the End - Part 2)
3. Alliance maléfique - 3e partie (The Power of Three - Part 3)
4. Les Tortues à bout de force - 4e partie (A Turtle in Time - Part 4)
5. Double jeu - 5e partie (Turtles to the Second Power - Part 5)
6. Les évadés de la dimension X (Mobster from Dimension X)
7. Le jour où la Terre a disparu (The Day the Earth Disappeared)
8. Diviser pour régner (Divide and Conquer)

## Diffusion en France
France 2 diffuse les saisons 1 à 5 du 23 juillet 1990 au 15 mai 1993. La saison 6 et une partie de la saison 7 est diffusée  du 10 septembre 1997 au 13 juin 1998 sur France 2. Les saisons restantes, 7 à 10, sont diffusées de manière confidentielle à 6h du matin du 16 janvier 2000 au 28 mai 2000 sur France 2. Parallèlement, France 3 rediffuse de 1996 à 2002 les cinq premères saisons uniquement.
Pour une raison inconnue, les épisodes 2 à 5 de la saison 1 et l’épisode 6 de la saison 2 ne sont plus diffusés en France depuis de nombreuses années[réf. souhaitée], bien qu’ils existent en français. Cela produit une importante ellipse narrative puisque les épisodes 1 à 5 constituent le pilote de la série. Les saisons 6 à 10 ne sont plus diffusées en France depuis 2003/2004. Jusqu'alors, elles étaient uniquement diffusées sur France 2 et toujours indépendamment du reste de la série. Depuis, lors de chaque rediffusion de la série sur les chaînes câblées et celles de la TNT, la série s’arrête toujours à la saison 5.
De plus, pour une raison inconnue, la diffusion de la saison 6 débutait toujours par le double épisode "La planète des tortues droïdes", normalement final de la saison 5.

## Polémique
Lors de sa première diffusion au Royaume-Uni, le titre original de la série a été changé en Teenage Mutant Hero Turtles, car l'organisme de censure du gouvernement de Margaret Thatcher considère que le mot « ninja » avait une connotation trop violente pour un programme pour enfants. En conséquence, le mot « ninja » a disparu des dialogues et de la chanson et est remplacé par « fighter » et « hero ». De même, le nunchaku de Michel-Angelo a été supprimé des images (il était interdit à l'époque d'en voir apparaître, même dans des films pour les plus de 18 ans). De manière générale, l'utilisation de toutes les armes a été atténuée. Après plusieurs saisons, le nunchaku finit par disparaître totalement, remplacé par une carapace de tortue en forme de grappin mais finit par réapparaitre dans les épisodes en crossover avec la série de 2012. Dans la série de 2012 où les Tortues Ninja de 1987 apparaissent dans un épisode, Léonardo explique à son alter-ego de la série 3D qu'il n'aime pas ce servir de ses katanas pour faire mal, surement une référence au fait que l'utilisation des armes est restreint dans leur série destinée à un jeune public.
L'utilisation des nunchakus était interdite par la loi, en raison de leur utilisation probable par des gangs rivaux et la facilité avec laquelle ils pouvaient être fabriqués et utilisés dans les écoles. Tandis que l'utilisation de l'épée et du saï n'était pas proscrite. Cette version censurée sera aussi diffusée dans d'autres pays européens, tels que l'Irlande, la Belgique, l'Allemagne, l'Autriche, la Pologne, la Hongrie, la Suède, la Norvège, le Danemark, et la Finlande.
En 2003, ces politiques de censure ayant disparu, aucun changement n'a été effectué dans la nouvelle série Les Tortues Ninja de 2003, et le titre original fut enfin utilisé.
L'idée des soldats robots est d'éviter les effusions de sang quand les Tortues Ninja utilisent leurs armes, pour ainsi éviter toute censure.
Splinter et maitre Yoshi ne font qu'un afin d'éviter la scène du meurtre au jeune public. Shredder n'est pas un meurtrier mais un personnage arrogant et cela pour ne pas choquer le jeune public. Baxter Stockman change de couleur de peau par crainte d'insultes discriminatoires.